# 张家界天门山自杀事件
张家界天门山自杀事件，是指2023年4月4日下午1时50分发生在中国湖南省张家界市永定区天门山风景区的天门山山顶西线玻璃栈道上的集體自殺事件，4名游客翻越安全护栏后集体跳崖，其中1名游客被拦下后送医，发现服下毒药，经抢救后无效身亡。4名游客为3名男子、1名女子，分别来自福建、河北、河南、四川，年龄23岁至34岁。
据4人留下的遗书，公安部门初步认定4人为轻生，遗书中有免责声明，4人称轻生是他们自己的想法，与他人无关。对此，政府部门回应并证实此事，强调正在调查中。

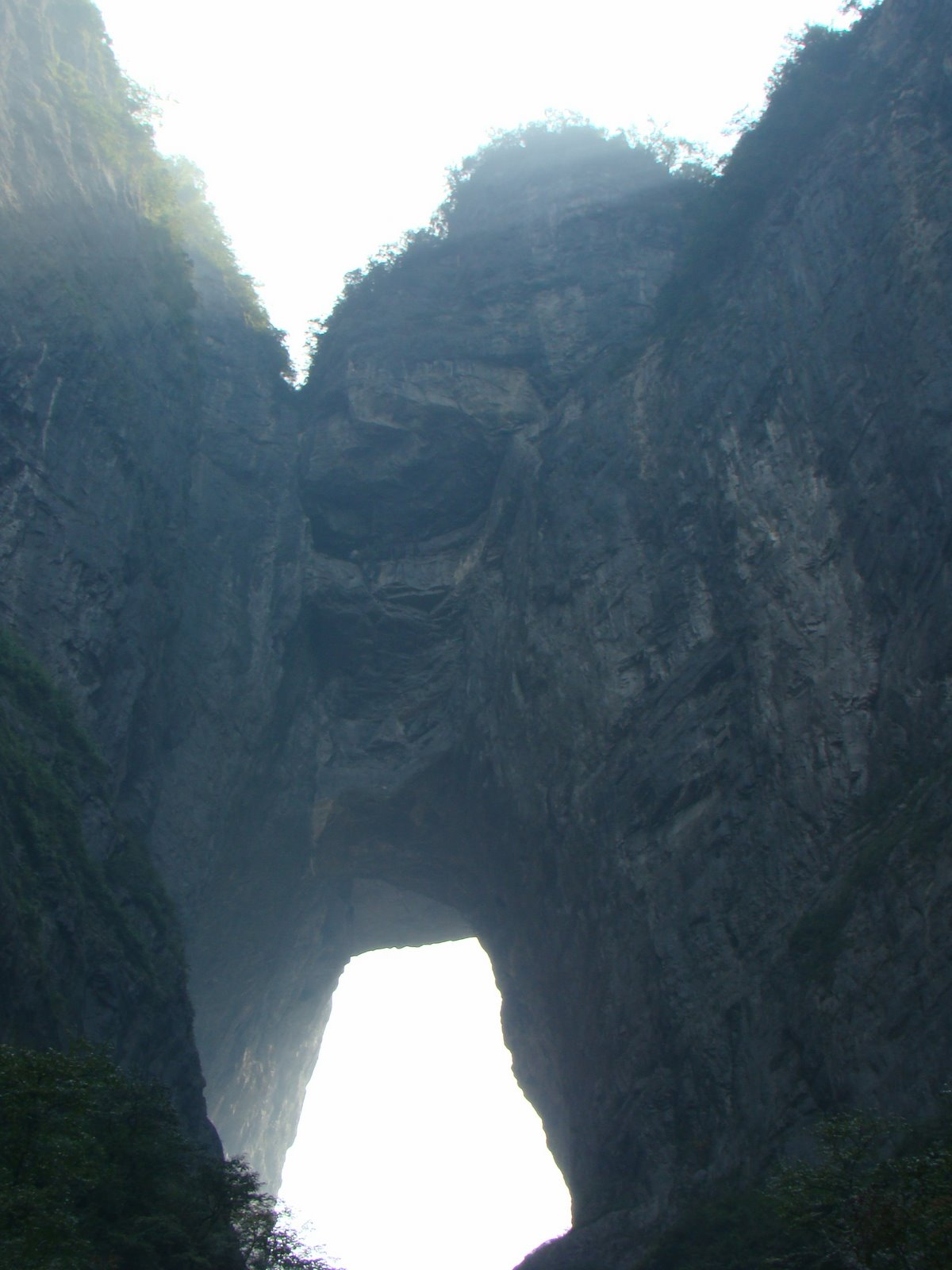
天门山的天门洞

## 背景
- 中国每年自杀而死的人大约在10万左右。其中农村青年的自杀率较高，且中国的社会保障制度较不完善[1]，农村青年自杀问题相较多。
- 曾经在张家界风景区发生过多起死亡事件，其中分为游客死亡，和运动员死亡，游客大部分意外身亡，小部分自杀身亡，运动员大部分是在进行极限运动的时候操作不当死亡，部分是意外身亡。比如2016年7月1日，一名长沙籍女游客卢某在天门洞景点游览时，被高处落石砸中身亡。2016年7月30日，一名游客在天门山景区游玩时，因天气酷热体力不支中暑身亡。2016年9月13日，辽宁抚顺游客刘丽君与丈夫一起到天门山游玩时，被悬崖上方滚落石头砸伤致残。2017年1月26日，加拿大“翼装侠”格雷厄姆·迪金森独自在天门山东线玻璃栈道进行翼装飞行训练时摔亡[2]。2018年6月13日，一名游客在湖南省张家界天门山景区西线玻璃栈道处翻越护栏跳下山崖自杀，经多方连日搜救，已找到该游客遗体并转运至殡仪馆。[3]

## 事件
4月4日清明节这一天，在张家界的玻璃栈道景区四名年輕人在張家界天門山景區翻越安全護欄後跳崖，其中三人跳下、一人被及時阻止並緊急送醫，但因跳崖前已服毒，因此不治身亡。四名死者透过网路联络，其中23岁的死者陈婷是带头人，她在四人中最年轻，也是唯一的女性。他们还写下日期为四月二日的遗书，内容只有一句话，「本人OOO，具有民事行为能力，本人是自杀，与其他人无关。」陈婷也在个人社群媒体放上水瓶照片写下「你好世界，再见。」

### 自杀者
中國媒體記載四人的生平與背景，指四人的共同點大概就是貧窮帶來的磨難
。
- 河南籍男子刘志永
- 河北籍男子彭志军
- 福建籍男子张财睿
- 四川籍女子陈婷

## 媒体评论
王志安于4月13日评论：这4名年轻人有一个共同的特点，他们活着的时候都是被这个社会遗忘的人，他们只有共同聚集在一起自杀才引起了社会的关注。
香港01：这起事件也牵涉到公共安全网，以及农村现代化却未顾及农民这个弱势群体等问题。
三联生活周刊：于4月8日在微信公众号发布《天门山跳崖：四个决绝赴死的农村青年》一文，尽可能还原4名自杀者的生平与家庭背景。评论到“如果要寻找四个年轻人身上的共同点，贫穷带来的磨难与不断新添的变故或许是他们的共性”。

## 相同事件
四川什邡市天鹅桥林场自杀事件，4月24日凌晨，四川什邡市公安局发布警情通报称，4月22日17时许，在什邡市蓥华镇某林场内发现3名死者。现已查明，4月20日下午， 3人由外地到达到达什邡市蓥华镇天桥村七组后，在天鹅林场深处服毒自杀身亡。因为这些自杀者，来自不同的地方，都是在网上联系好之后，共同赴死的所以被称为“约死”。有媒体评论到：从天门山到天鹅林场，阻止“约死”是全社会的责任。